# Lars-Olof Larsson (hembygdsforskare)
Lars-Olof Larsson, född 7 december 1938, är en hembygdsforskare och före detta lantbrukare från Södra Möre i Kalmar län.
Larsson har samlat ett stort antal historier och berättelser från området kring sin hemby Ålebo, vilka 2018 sammanställdes i boken Historier och berättelser från Södermöre. Han håller även föreläsningar samt guidningar om lokalhistoria.
År 2018 tilldelades Lars-Olof Larsson ett stipendium av Kungliga Gustav Adolfs Akademien för boken Ålebo och Åleboboarna genom tiderna, samt för att ha varit ansvarig för utgivningen av Södermörekrönikan i över 30 år.